# THE ORIGINAL (ラジオ番組)
『PILOT THE ORIGINAL』（パイロット ジ・オリジナル）は、2024年10月4日からJ-WAVEで放送されているラジオ番組。パイロットコーポレーションの一社提供で放送。

## 概要
「人間の手から生まれるもの」に着目した内容のトーク番組で、毎週金曜 23:00 - 23:30（日本標準時）に放送。ナビゲーターはKREVAが務めている。KREVAがJ-WAVEで定期的にナビゲーターを務めるのは、2011年まで担当した『RADIPEDIA』以来となる。
番組は、KREVAが日々の生活で思ったこと・感じたことを語る模様を放送。また、各界で新しいものを生み出しているクリエイターたちを毎回ゲストに招き、KREVAが彼らの創造性とアイデアの原点にトークで迫る。